# Sons of rock
Sons of rock es el vigésimo sexto álbum de estudio (quinto en idioma inglés) de la boy band puertorriqueña Menudo, lanzado en 1988 por la discográfica Bluedog Records. Es la primera vez que el grupo lanzó un repertorio totalmente inédito en uno de sus álbumes en idioma inglés, ya que los álbumes anteriores incluían versiones traducidas de canciones de sus álbumes en idioma español. 
Este trabajo marca la primera inclusión del integrante Angelo Garcia y logró éxito en las radios internacionales con la canción "You Got Potential". 

## Integrantes y título
La formación del grupo en este período incluía a los integrantes: Ricky Martin, Raymond Acevedo, Sergio Blass, Rubén Gómez y el nuevo miembro Angelo García. A principios de 1988, el grupo realizó presentaciones en programas de televisión y conciertos como cuarteto, ya que Ralphy Rodríguez dejó el grupo al alcanzar la edad límite de 16 años.
El álbum tiene un nombre similar al disco de 1987, Somos los Hijos del Rock, aunque la única similitud es el enfoque más roquero en el aspecto visual y el repertorio. El lanzamiento continuó la transformación estética y musical de Menudo, iniciada en 1987 tras el bajo rendimiento de álbumes anteriores. Durante este período, el grupo lanzó un álbum en Filipinas titulado In Action, que contenía versiones en idioma inglés y tagalo de Somos los Hijos del Rock y otros fonogramas.

## Single
"You Got Potential", la sexta canción de la lista de temas, fue lanzada como single. Logró éxito radial y, según el cantante Ricky Martin: "El éxito nos llevó a una gira de cuarenta presentaciones en los Estados Unidos. Fue una etapa muy emocionante porque logramos reinventarnos para llegar a nuestros fans con un tipo diferente de música".

## Promoción
El grupo realizó una gira para promocionar el álbum, que incluyó presentaciones en México, donde fueron recibidos por un gran número de fans en el aeropuerto. El espectáculo incluyó en el set list éxitos de Menudo y varias canciones de Sons of Rock. El concierto de una de las presentaciones fue transmitido por el canal de televisión KMEX-TV, en octubre de 1988. Las grabaciones se realizaron en vivo en el parque temático estadounidense Knott's Berry Farm.

## Lista de canciones
| N.º | Título                   | Escritor(es)                  | Lead Vocalist   | Duración |  |
| 1.  | «Sons of Rock»           | Marc Anthony                  | Sergio Gonzalez |          |  |
| 2.  | «Good Lovin'»            | A. Resnick, R. Clark          | Ruben Gomez     |          |  |
| 3.  | «TLC»                    | Lynsey de Paul, Terry Britten | Ricky Martin    |          |  |
| 4.  | «Miss You 'Til Tomorrow» | Papo Gely                     | Raymond Acevedo |          |  |
| 5.  | «Say Why»                | Papo Gely                     | Ricky Martin    |          |  |
| 6.  | «You Got Potential»      | A. R. Scott, M. Jay           | Angelo Garcia   |          |  |
| 7.  | «Nights on Fire»         | Peter S. Bliss                | Ruben Gomez     |          |  |
| 8.  | «999»                    | D. Danielson, P. Deremer      | Raymond Acevedo |          |  |
| 9.  | «To Leave Once More»     | M. Anthony, P. Gely           | Angelo Garcia   |          |  |
| 10. | «I Will»                 | Papo Gely                     | Sergio Gonzalez |          |  |